# Martin Reynolds
Martin Reynolds, född den 22 februari 1949, är en brittisk friidrottare inom kortdistanslöpning.
Han tog OS-silver på 4 x 400 meter vid friidrottstävlingarna 1972 i München. 